# Zaragoza (San Luis Potosí)
Zaragoza è una municipalità dello stato di San Luis Potosí, nel Messico centrale; il capoluogo è la città di Villa de Zaragoza.
Conta 24.596 abitanti (2010) e ha una estensione di 614,11 km².
Il nome del comune ricorda il generale Ignacio Zaragoza.